# Ньюпорт (селище, Нью-Йорк)
Ньюпорт (англ. Newport) — селище (англ. village) в США, в окрузі Геркаймер штату Нью-Йорк. Населення — 543 особи (2020).

## Географія
Ньюпорт розташований за координатами 43°11′13″ пн. ш. 75°0′58″ зх. д. / 43.18694° пн. ш. 75.01611° зх. д. (43.186845, -75.016023).  За даними Бюро перепису населення США в 2010 році селище мало площу 1,53 км², з яких 1,36 км² — суходіл та 0,17 км² — водойми.

## Демографія
Згідно з переписом 2010 року, у селищі мешкало 640 осіб у 273 домогосподарствах у складі 157 родин. Густота населення становила 419 осіб/км².  Було 292 помешкання (191/км²).
Расовий склад населення:
| - 97,8 % — білих - 1,1 % — чорних або афроамериканців - 0,3 % — азіатів - 0,2 % — вихідців з тихоокеанських островів |

До двох чи більше рас належало 0,6 %. Частка іспаномовних становила 0,9 % від усіх жителів.
За віковим діапазоном населення розподілялося таким чином: 25,6 % — особи молодші 18 років, 57,8 % — особи у віці 18—64 років, 16,6 % — особи у віці 65 років та старші. Медіана віку мешканця становила 38,5 року. На 100 осіб жіночої статі у селищі припадало 91,6 чоловіків;  на 100 жінок у віці від 18 років та старших — 83,8 чоловіків також старших 18 років.
Середній дохід на одне домашнє господарство  становив 48 587 доларів США (медіана — 34 821), а середній дохід на одну сім'ю — 64 983 долари (медіана — 48 594). Медіана доходів становила 42 212 долари для чоловіків та 39 038 доларів для жінок. За межею бідності перебувало 10,6 % осіб, у тому числі 14,4 % дітей у віці до 18 років та 13,3 % осіб у віці 65 років та старших.
Цивільне працевлаштоване населення становило 217 осіб. Основні галузі зайнятості: роздрібна торгівля — 21,7 %, освіта, охорона здоров'я та соціальна допомога — 16,6 %, будівництво — 16,1 %.